# 特洛伊鎮區 (印地安納州佩里縣)
特洛伊鎮區（英語：Troy Township）是位於美國印地安納州佩里縣的一個行政鎮區。

## 地方資料
根據2010年美國人口普查的數據，特洛伊鎮區的面積為114.80平方千米，當中陸地面積為111.50平方千米，而水域面積為3.30平方千米。當地共有人口11965人，而人口密度為每平方千米104.22人。